# Ajdar Kabimołłajew
Ajdar Kabimołłajew (ur. 26 stycznia 1983) – kazachski judoka.
Uczestnik mistrzostw świata w 2005. Startował w Pucharze Świata w 2004 i 2005. Srebrny medalista mistrzostw Azji w 2005 i brązowy na igrzyskach centralnej Azji w 2003 roku.